# Хайлендинг (тауншип, Миннесота)
Хайлендинг (англ. Highlanding) — тауншип в округе Пеннингтон, Миннесота, США. На 2000 год его население составило 192 человека.

## География
По данным Бюро переписи населения США площадь тауншипа составляет 93,7 км², из которых 93,6 км² занимает суша, а 0,1 км² — вода (0,11 %).

## Демография
По данным переписи населения 2000 года здесь находились 192 человека, 69 домохозяйств и 50 семей.  Плотность населения —  2,1 чел./км².  На территории тауншипа расположено 80 построек со средней плотностью 0,9 построек на один квадратный километр. Расовый состав населения: 99,48 % белых и 0,52 % афроамериканцев.
Из 69 домохозяйств в 40,6 % воспитывались дети до 18 лет, в 63,8 % проживали супружеские пары, в 4,3 % проживали незамужние женщины и в 27,5 % домохозяйств проживали несемейные люди. 21,7 % домохозяйств состояли из одного человека, при том 10,1 % из — одиноких пожилых людей старше 65 лет. Средний размер домохозяйства — 2,78, а семьи — 3,36 человека.
31,8 % населения — младше 18 лет, 11,5 % — в возрасте от 18 до 24 лет, 25,5 % — от 25 до 44, 20,8 % — от 45 до 64, и 10,4 % — старше 65 лет. Средний возраст — 29 лет. На каждые 100 женщин приходилось 95,9 мужчин.  На каждые 100 женщин старше 18 приходилось 111,3 мужчин.
Средний годовой доход домохозяйства составлял 34 688 долларов, а средний годовой доход семьи —  50 625 долларов. Средний доход мужчин —  31 875  долларов, в то время как у женщин — 14 583. Доход на душу населения составил 21 464 доллара. За чертой бедности не находилась ни одна семья и 2,6 % всего населения тауншипа.